# Polina Michajlova
Polina Joerjevna Michajlova (Russisch: Полина Юрьевна Михайлова, Sint-Petersburg, 31 augustus 1986) is een Russische professioneel tafeltennisster. Zij speelt rechtshandig met de shakehandgreep.
Zij nam namens haar land deel aan de Olympische Zomerspelen 2016 en onder neutrale vlag aan de Olympische Zomerspelen 2020 maar won daar geen medailles.

## Belangrijkste resultaten
- Brons met het team op de Europese kampioenschappen tafeltennis 2017.
- Brons met het team op de Europese kampioenschappen tafeltennis 2015.
- Brons in het enkelspel op de Europese kampioenschappen tafeltennis 2015.
- Brons met het team op de Europese kampioenschappen tafeltennis 2013.